# Искитим (станция)
Искитим — железнодорожная станция в городе Искитим Новосибирской области. Относится к Новосибирскому региону Западно-Сибирской железной дороги. 
Относится к железнодорожной линии Инская — Среднесибирская.

## Движение
Через станцию осуществляется движение поездов дальнего следования. Также осуществляется пригородное движение от Новосибирска.

## Инфраструктура
Осуществляется продажа билетов на пассажирские поезда. Ведётся приёмка и выгрузка грузов на подъездных путях и местах необщего пользования и на открытых площадках мест общего пользования. 
Имеется здание железнодорожного вокзала. На платформы и через пути станции ведёт наземный переход.